# مكفولة بنت إبراهيم
مكفولة بنت إبراهيم هي مدافعة عن حقوق المرأة وحقوق الإنسان في موريتانيا، وتحارب التمييز وتتحدث عن التطرف الديني. وهي رئيسة منظمة من أجل موريتانيا خضراء وديمقراطية، وقد فازت عن نشاطاتها الحقوقية على جائزة أفريقيا الممنوحة من طرف منظمة «فرونت لاين ديفندرز (منظمة الخط الأمامي)» أو"Front Line Defenders" بالإنجليزية، الدولية غير الحكومية (ومقرها في مدينة دبلن الأيرلندية)، لصالح المدافعين عن حقوق الإنسان «المعرّضين للخطر».

## الحياة الشخصية
وُلدت مكفولة في أواخر الستينات (وهي لا تعرف تاريخ ميلادها حيث كان والداها أميين) في قرية تاواز، وهي قرية في منطقة أدرار، لها ثلاث أخوات وثلاثة أشقاء. تزوجت أربع مرات ولها ابن. درست لتكون عالمة بيولوجيا جزيئية وتعمل حالياً في المركز الوطني لعلم الأورام.

## النشاط
مكفولة بنت إبراهيم هي رئيسة منظمة «من أجل موريتانيا خضراء وديمقراطية»، وهي منظمة غير حكومية تأسست في عام 2009 تعمل مع الشباب لحماية حقوق الإنسان وتعزيزها وتقود مشاريع تمكين المرأة في المناطق الريفية النائية. كانت تستخدم وسائل الإعلام التقليدية والاجتماعية للتحدث علانية ضد الممارسات التمييزية في موريتانيا، بما في ذلك ضد النساء وأفراد مجتمعات الحاراتين والإفريقيين الموريتانيين وضد الأعمال الانتقامية من المدافعين عن حقوق الإنسان.
عانت من حملة تشويه في وسائل التواصل الاجتماعي من قبل الجماعات الدينية وتلقت العديد من التهديدات بالقتل. وصدرت فتوى ضدها هي وصديقتها وزميلتها الناشطة الحقوقية أمينيتو بنت المختار في عام 2014 بعد أن دَعيا إلى إلغاء حكم الإعدام الذي صدر بحق
المدون والسجين السياسي محمد مخيتير. كما أنها متهمة بالارتداد عن الدين الذي يعاقب عليه بالإعدام.

## الجوائز والأوسمة
في نوفمبر عام 2018 كانت مكفولة من بين 15 قائداً من قيادات حقوق الإنسان حصلوا على الجائزة الفرنسية الألمانية لحقوق الإنسان وسيادة القانون التي تعترف «بالمساهمة الإستثنائية في حماية وتعزيز حقوق الإنسان وسيادة القانون في بلدهم وعلى المستوى الدولي».
 في ديسمبر 2019 منحها السفير الفرنسي في موريتانيا وسام جوقة الشرف.